# Henrik Stunz
Johan Henrik Stunz, född 14 oktober 1885 i Bremen, död 28 september 1966 i Stockholm, var en tysk-svensk tecknare, grafiker och teaterdekoratör.
Han var son till tobakskontrollören IH Stunz och Maria Franziska Janssen och från 1916 gift med Lilly Wilhelmina Engstrand. Stunz studerade under fyra års tid vid en konstfackskola i Tyskland därefter bedrev han självstudier under resor till bland annat Nederländerna, Belgien och Italien. Han var anställd som teaterdekoratör vid Kungliga Operan i Stockholm 1910–1924 och utförde även dekorationsuppdrag för de privata teatrarna. Separat ställde han ut i Hamburg 1908–1909 och i Oldenburg 1917. I Sverige medverkade han i Sveriges allmänna konstförenings utställningar i Stockholm och Liljevalchs salonger. Som illustratör färgsatte han Ossian Elgströms Leif Eriksons resa till Vinland. Hans konst består av balettmotiv, figurer, stilleben och landskap utförda i olja, akvarell, gouache, teckningar eller som etsningar.  